# شهرستان لهاتسه
شهرستان لهاتسه (به لاتین: Lhatse County) یک منطقهٔ مسکونی در چین است که در شیگاتسه واقع شده‌است.